# 卡路士·布斯基斯
卡路士·布斯基斯·巴洛索（西班牙語：Carles Busquets Barroso，1967年7月19日—），是一名西班牙足球運動員，司職守門員，生涯中主力為巴塞罗那效力。其子沙治奧·布斯基斯亦為巴塞青訓系統出身，目前效力迈阿密国际，擔任防守中場。